# L.O.L. Surprise!
L.O.L. Surprise! (от Lil Outrageous Littles; с англ. — «немного эпатажные крохи») — игрушка-сюрприз компании MGA Entertainment в виде 3-дюймового шара с куклой или питомцем внутри. Шар упакован в 7 слоёв пленки, поочерёдно снимая которые, можно найти аксессуары для куклы. Компания MGA Entertinment выпустила первую коллекцию этих игрушек в декабре 2016 года.

## История
Компания MGA Entertainment запустила линейку игрушек под маркой «L.O.L. Surprise!» 7 декабря 2016 года, отказавшись от традиционной рекламы в пользу саморекламы посредством блогеров. Они снимали «распаковку» кукол, чем и заинтересовали тысячи пользователей. Это был удачный маркетинговый ход, благодаря которому продажи начали расти на 500 % в неделю. По данным The NPD Group, бренд имел огромный успех для MGA, а ассортимент кукол L.O.L. Surprise был игрушкой № 1 в период с января по ноябрь 2017 года в США.
В январе 2017 года продажи стояли на первом месте в категории «Куклы», а в марте — на третьем месте по всему сегменту «Игрушки». К апрелю 2017 года было продано 2,5 миллиона кукол.
Бренд L.O.L. Surprise был расширен в 2019 году за счёт кукол LOLOMG («Outrageous Millennial Girls»). Новая линия получила награду «Кукла года» на ежегодной церемонии вручения наград индустрии игрушек 2020 года в дополнение к тому, что основной бренд L.O.L. Surprise получил награду «Игрушка года» третий год подряд. Летом 2020 года была представлена ещё одна линия — мини-куклы LOLJK.
Пандемия COVID-19 нарушила производство L.O.L. и поставила под угрозу поставки на праздники 2020 года. В апреле 2020 года было объявлено о выпуске специальной благотворительной куклы под названием Frontline Hero, один доллар с продажи каждой такой куклы передавался некоммерческой организации MGA Entertainment Cares. L.O.L. Surprise — одна из самых успешных линеек игрушек MGA.
8 октября 2021 года на Netflix вышел 47-минутный анимационный полнометражный фильм LOL Surprise! Фильм. Фильм рассказывает о пчелиной королеве, молодой девочке, которая оказывается в мире популярных кукол с компьютерной анимацией, где она должна помочь им создать фильм. Это первый полнометражный фильм франшизы L.O.L. Surprise. Он получил смешанные и средние отзывы публики.